# Baindt
Baindt ist eine oberschwäbische Gemeinde im baden-württembergischen Landkreis Ravensburg in Deutschland.
Der Name leitet sich von biunta, ahd. „um was sich der Zaun herum windet“ (= geschlossenes Ackerland oder Garten) her.
Die Gemeinde, die zum Gemeindeverwaltungsverband Mittleres Schussental gehört und sich auf 23,07 km² Fläche erstreckt, hat rund 5.000 Einwohner.

## Geographie
Baindt ist Teil des Siedlungsgebiets „Mittleres Schussental“, das sich von Eschach, ein südlicher Stadtteil Ravensburgs, über die beiden Städte Ravensburg und Weingarten bis nach Baienfurt und Baindt im Norden erstreckt. Sie befindet sich wenige Kilometer westlich des Altdorfer Walds an einem kleinen nordöstlichen Zufluss der Schussen, die ein nördlicher Bodensee- bzw. Rhein-Zufluss ist.

### Nachbargemeinden
Baindt grenzt von Nordosten beginnend im Uhrzeigersinn an Bad Waldsee, Bergatreute, Baienfurt, Fronreute und Wolpertswende.

### Gemeindegliederung
Zu Baindt gehörten neben dem Hauptort die Ortsteile Friesenhäusle, Sulpach und Schachen.

### Schutzgebiete
Im Gemeindegebiet Baindts sind zwei Naturschutzgebiete ausgewiesen: der Annaberg, an der Grenze nach Baienfurt, und der Schenkenwald im Schussental, an der Grenze nach Fronreute.
Zudem liegen in Baindt Teile der FFH-Gebiete Schussenbecken mit Tobelwäldern südlich Blitzenreute und Altdorfer Wald.

## Geschichte bis zum 19. Jahrhundert
Erstmals urkundlich erwähnt wurde Baindt im Jahr 1240 im Zusammenhang mit der Stiftung des örtlichen Zisterzienserinnen-Klosters durch Konrad von Winterstetten. Diese Abtei entwickelte sich zum Reichsstift mit Sitz auf der Schwäbischen Prälatenbank des Reichstages. Sie wurde 1802 aufgelöst und das Gebiet kam 1806 zum neu gegründeten Königreich Württemberg, wo es zum Oberamt Ravensburg zählte, dem Vorläufer des heutigen gleichnamigen Landkreises. Im Jahr 1826 wurde Baindt eine eigene Gemeinde, die heutigen Grenzen stammen aus dem Jahr 1848.

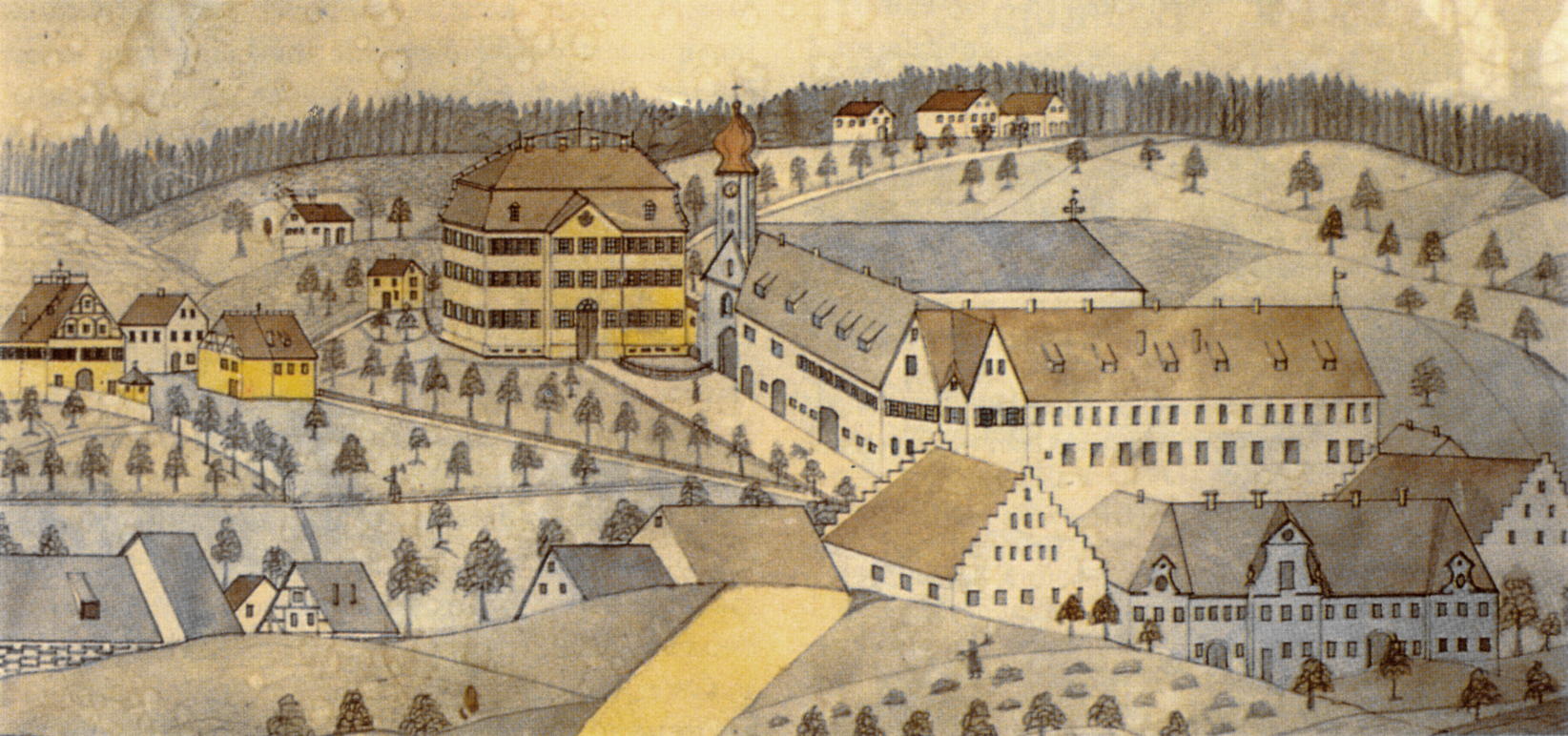
Ehemaliges Kloster Baindt
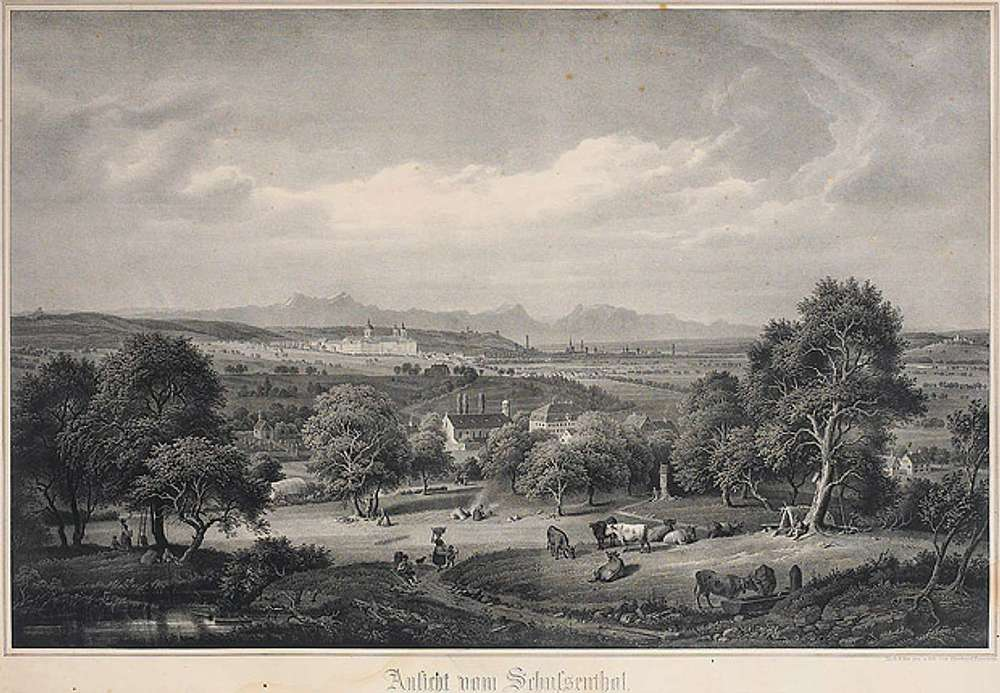
Eberhard Emminger: Ansicht vom Schussenthal (19. Jahrh.; Blick über Baindt nach Weingarten und Ravensburg)
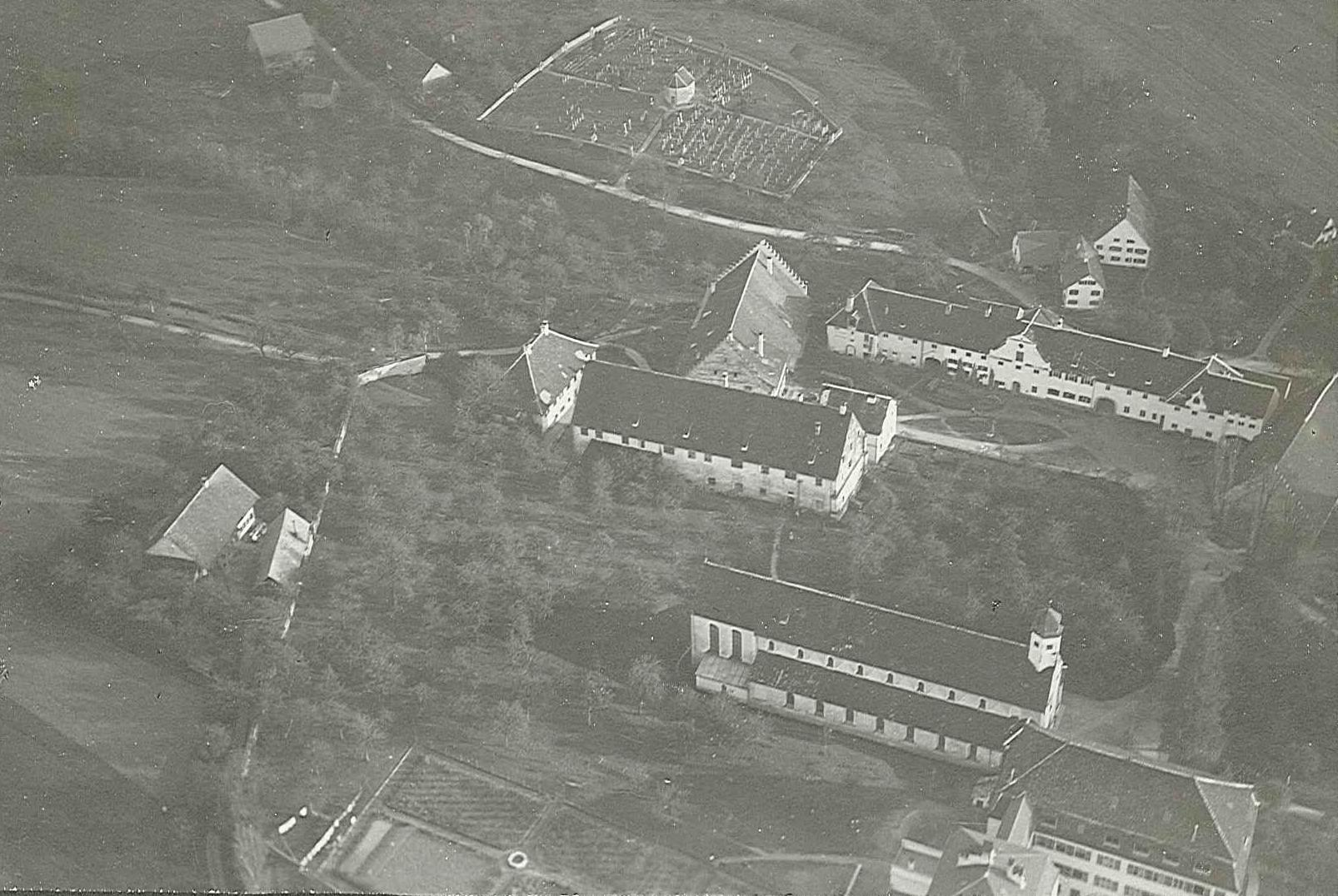
Klosteranlage (1908)

| Jahr      | 1848 | 1871 | 1910 | 1939 | 1950 | 1970 | 1991 | 1995 | 2005 | 2010 | 2015 |
| Einwohner | 512  | 643  | 987  | 1079 | 1281 | 2562 | 4511 | 4551 | 4701 | 4884 | 5088 |

## Religionen
In Baindt gibt es mit der St.-Johannes-Baptist-Kirche ein römisch-katholisches Gotteshaus. Für die geistliche Versorgung des evangelischen Bevölkerungsteils ist die Kirchengemeinde Baienfurt-Baindt zuständig.

## Politik
- FW: 8
- CDU: 4
- Grüne: 2

### Gemeinderat
Der Gemeinderat besteht aus Bürgermeisterin Rürup als Vorsitzende sowie 14 Gemeinderäten. Die Wahl vom 9. Juni 2024 brachte folgendes Ergebnis:
1. FWV: 52,0 % – 7 Sitze (+ 1)
2. CDU: 31,2 % – 4 Sitze (± 0)
3. Bündnis 90/Die Grünen: 16,8 % – 2 Sitze (− 1)

### Bürgermeister
Im Dezember 2018 wurde Simone Rürup als neue Bürgermeisterin gewählt.

### Wappen
| Wappen der Gemeinde Baindt | Blasonierung: „In geviertem Schild Feld 1 und 4: in Gold (Gelb) eine rechtshin liegende gebogene schwarze Hirschstange, Feld 2 und 3: in Schwarz ein doppelreihig von Silber (Weiß) und Rot geschachter Schräglinksbalken.“ |
| Wappen der Gemeinde Baindt | Wappenbegründung: Das von der Gemeinde im Jahre 1930 festgelegte Wappen verbindet die umgekehrte württembergische Hirschstange als Hinweis auf die Zugehörigkeit zum Land Württemberg seit 1806 mit dem Zisterzienserbalken aus dem Wappen des Zisterzienserordens, dem das von 1240 bis 1802 in Baindt ansässige Frauenkloster angehörte. |

## Wirtschaft und Infrastruktur

### Verkehr
Baindt ist durch die Bundesstraße 30 direkt an den überregionalen Straßenverkehr angebunden.
Zudem ist die Gemeinde durch einige Buslinien unter anderem mit Baienfurt, Weingarten und Ravensburg verbunden und gehört dem Bodensee-Oberschwaben Verkehrsverbund (bodo) an.
Durch eine Alltagsroute aus dem Radnetz Baden-Württemberg ist Baindt mit Bad Waldsee und in der anderen Richtung über Baienfurt und Weingarten mit Ravensburg verbunden. Eine weitere Radnetz-Route verbindet den Ortsteil Schachen über Wolpertswende (Ortsteile Mochenwangen und Wolpertswende) und Altshausen mit Bad Saulgau und in der anderen Richtung über Baienfurt-Rainpadent mit Weingarten.

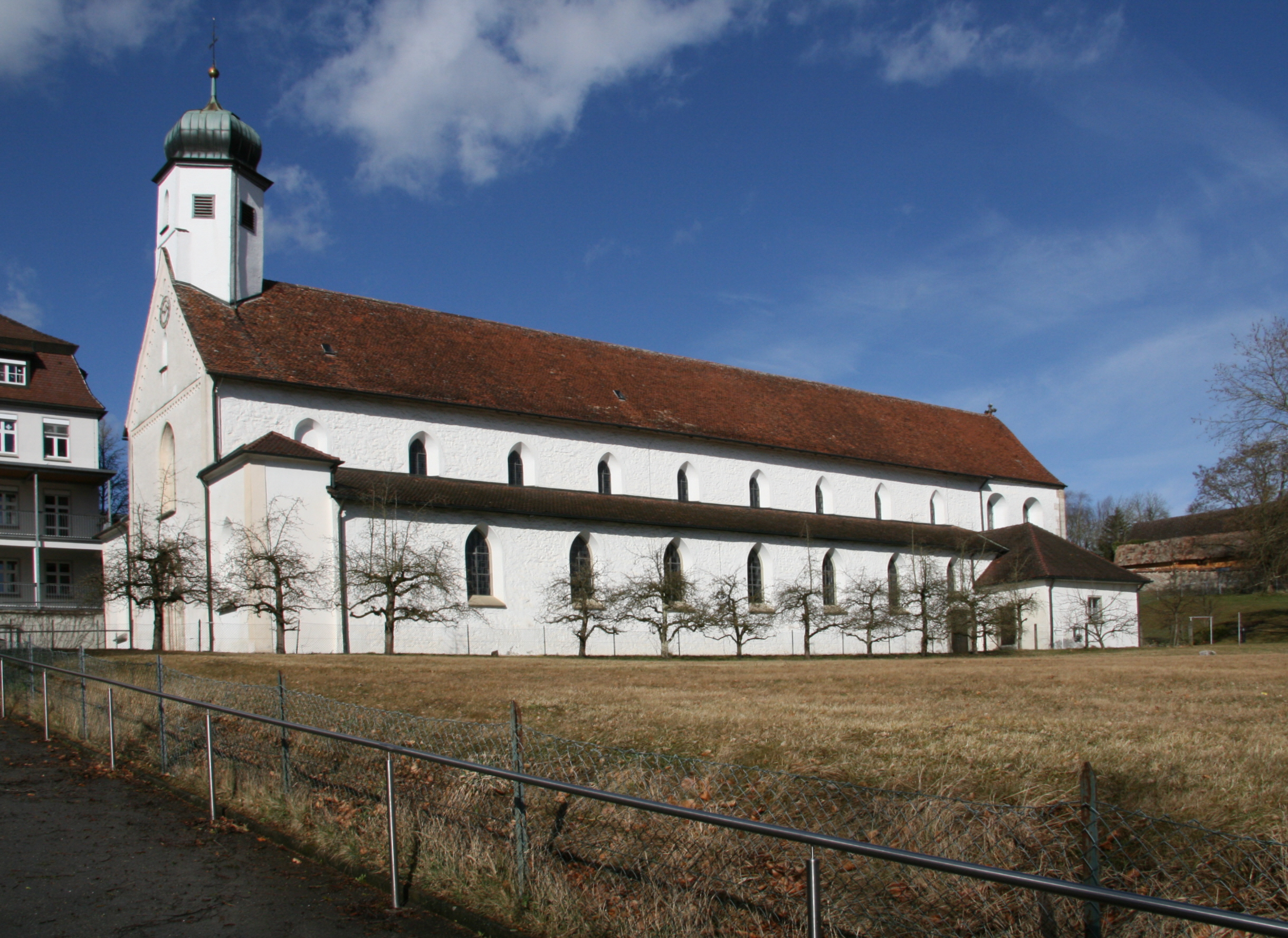
Pfarrkirche St. Johannes Baptist

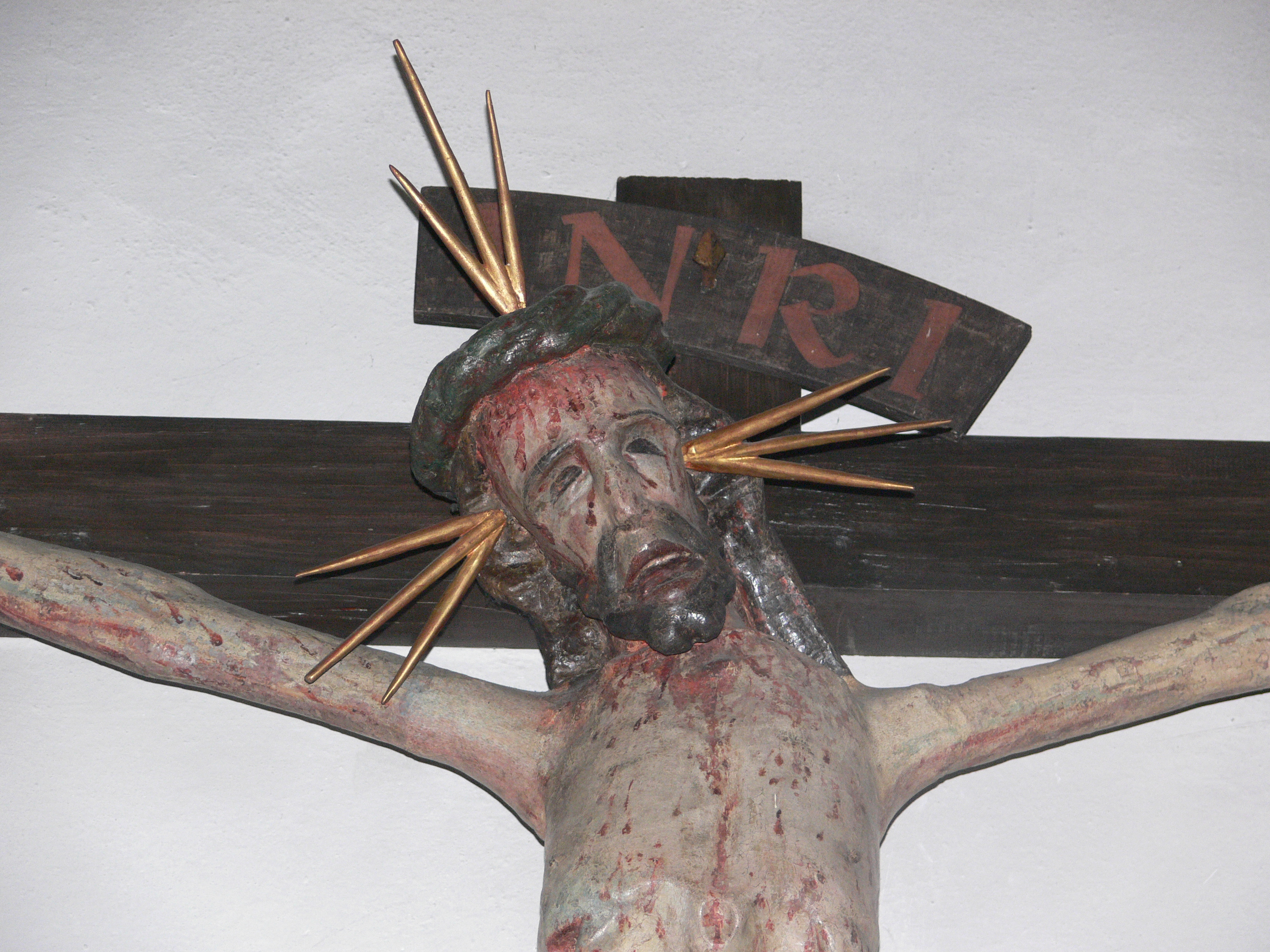
„Baindter Pestkreuz“, um 1350, in der katholischen Pfarrkirche

### Bildung
- Kindergärten: Sonne, Mond und Sterne, St. Martin und Waldorfkindergarten
- Grundschule (Klosterwiesenschule)
- private Heimsonderschule für Blinde und Sehbehinderte der Stiftung St. Franziskus Heiligenbronn
- Außenstelle der Volkshochschule Ravensburg

## Kultur und Sehenswürdigkeiten
Baindt liegt an der Oberschwäbischen Barockstraße, die an vielen Sehenswürdigkeiten vorbeiführt.

### Bauwerke
- Pfarrkirche St. Johannes Baptist (erbaut 1240–1241), ehemalige Abtei- und Klosterkirche der Zisterzienserinnen von Baindt Patrozinium Mariä Himmelfahrt (15. August). 1560 gotisches Netzgewölbe. 1675, 1724–1729, 1742 und 1764 Barockisierung der Abteikirche und des Klosters (1729 Bau des Gästehauses, 1764–1766 Hochaltar – Barock-Rokoko). 1817 wurde die ehemalige Abteikirche der Zisterzienserinnen zur Pfarrkirche von Baindt Patrozinium St. Johannes Baptist – Hl. Johannes der Täufer (24. Juni).

### Regelmäßige Veranstaltungen

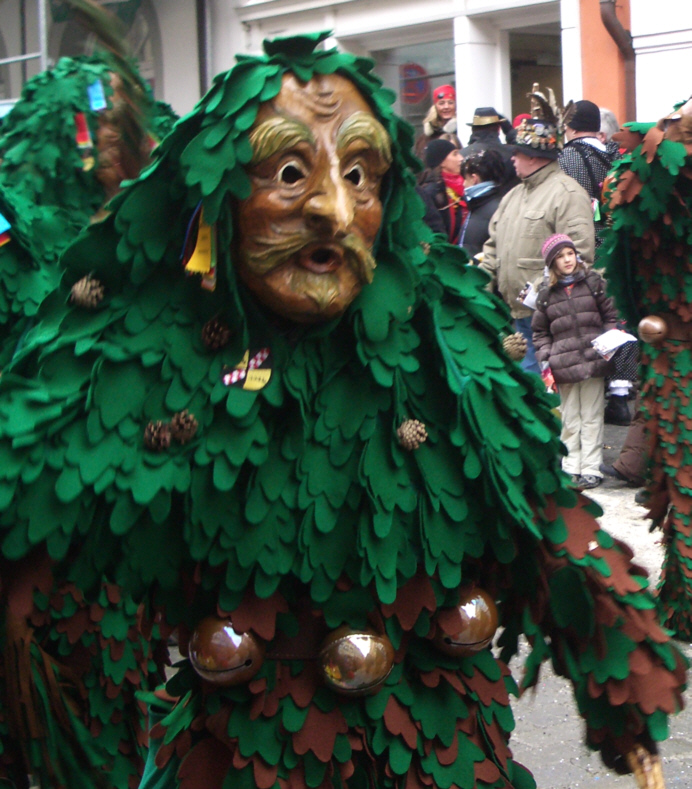
Narrenfigur „Waldschrat“ der Narrenzunft Raspler

- Der Musikverein Baindt veranstaltet das jährliche Dorffest immer um die Sommersonnwende. Es wird von Samstag bis Montag auf dem Schulhof unter den Arkaden gefeiert.
- Der Reitverein Baindt richtet jedes Jahr im August sein Reitturnier mit Dressur- und Springprüfungen aus.
- Ein weiterer Höhepunkt ist das alljährliche Weinfest, das Ende Juli bzw. Anfang August stattfindet.
- Die Narrenzunft Raspler pflegt die schwäbisch-alemannische Fasnet. Der Narrenruf der Raspler heißt: „Raspler – Ratsch Ratsch“. Alle zwei Jahre findet ein Narrensprung statt.

## Persönlichkeiten
Söhne und Töchter der Gemeinde
- Selige Irmgard von Baindt (um 1205–1258) eigentlich Irmgard von Winterstetten
- Alfred zu Salm-Reifferscheidt-Dyck (1811–1888), preußischer Kronbeamter und Parlamentarier
- Friedrich Seifriz (1849–1912), Gutsbesitzer und Politiker
- Sirg Schützbach (* 1980), Motorradrennfahrer (Speedway): Europameister, Deutscher Meister, Grand-Prix-Sieger
- Lisa Kränzler (* 1983), Bildende Künstlerin und mehrfach ausgezeichnete Schriftstellerin